# Овчаренко Ілля Пантелійович
Ілля́ Пантелі́йович Овчаре́нко (нар. 26 вересня 1926, Мусіївка — пом. 25 серпня 1978, Ворошиловград) — український радянський скульптор і педагог; член Спілки радянських художників України з 1963 року. Батько мистецтвознавця Олексія Овчаренка.

## Життєпис
Народився 26 вересня 1926 року в селі Мусіївці (нині Старобільський район Луганської області, Україна). Протягом 1944—1949 років навчався у Ворошиловградському художньому училищі, де його викладачами були зокрема Василь Агібалов, Василь Федченко.
У 1949—1953 роках навчався на історичному факультеті Ворошиловградського педагогічного інституту. Одночасно, з 1949 року, викладав у Ворошиловградській дитячій художній школі; з 1952 року і до смерті — її директор. Член КПРС з 1952 року.
Жив у Ворошиловграді в будинку на 445-му кварталі, № 13 а, квартира № 30. Помер у Ворошиловграді 25 серпня 1978 року.

## Творчість
Працював в галузі станкової та монументальної скульптури. Серед робіт:
станкова скульптура
- «Данило Нечай» (1954, гіпс тонований);
- «Сталевар» (1960, у співавторстві з Миколою Буніним);
- «Тарас Шевченко» (1961, у співавторстві з Миколою Буніним);
- «Шахтар» (1961, штучний камінь; у співавторстві з Миколою Буніним);
- «Мати» (1961, оргскло; у співавторстві з Миколою Буніним);
- «Ранок» (1963, у співавторстві з Миколою Буніним);
- «Михайло Максимович» (1964, бетон);
- «Хірург Ю. Єненко» (1969);
- «Володимир Ленін» (1970, штучний камінь);
- «Пам'ять серця» (1972, бетон).

пам'ятники
- Володимиру Сосюрі у місті Лисичанську (1966, граніт; архітектор В. Житомирський);
- Тарасові Шевченку в селі Соколовій Балці Новосанжарського району Полтавської області (1967, штучний камінь; у співавторстві з Василем Орловим, архітектор В. Сопілка);
- письменнику Всеволоду Гаршину у Старобільську (1969);
- «Володимир Даль — козак Луганський» у Луганську (1971, карбована мідь, бетон; у співавторстві з Василем Орловим; встановлений у 1981 році);
- монумент «Україна — визволителям» у смт Міловому Луганської області (1972, у співавторстві);
- Кіндрату Булавіну у селі Булавинівці Старобільського району Луганської області (1980);

Брав участь у республіканських та зарубіжних виставках з 1961 року.

## Відзнаки
- Державна Премія УРСР імені Тараса Шевченка за 1973 рік (за монумент «Україна — визволителям» у смт Міловому; разом з Георгієм Головченком, Анатолієм Єгоровим, Іваном Міньком, Віктором Мухіним, Василем Федченком, Іваном Чумаком)[1];
- Заслужений діяч мистецтв УРСР з 1976 року.